# Город Эмбер: Предсказание
«Город Эмбер: Предсказание» (англ. The Prophet of Yonwood) — художественная книга жанра «фантастика», третья часть тетралогии Джин Дюпро.

## Сюжет
Действие разворачивается за несколько десятков лет до апокалипсиса. В мире витает предчувствие войны. В небольшой городок Йонвуд приезжает одиннадцатилетняя Никки Рэндольф. Её мать и тётя получили в наследство от дедушки особняк и собираются его продать. Девочка хочет остаться жить в доме, поэтому упрашивает мать остаться на несколько недель в Йонвуде. Она потихоньку исследует дом и город, и ей постепенно открываются все тайны Йонвуда.
Никки узнает о загадочной пророчице, о щите добра, в то же время знакомится с мальчиком Гровером, который любит змей. Вместе они найдут ключи к решениям всех загадок.

## Главные герои
- Никки — правнучка Артура Грина, приехавшая в Йонвуд и живущая в особняке прадедушки
- Гровер — друг Никки
- Аманда — «девушка из стенного шкафа», гувернантка Артура Грина
- Кристал — тётя Никки
- Алтия Тауэр — пророчица
- Миссис Бисон — близкая подруга пророчицы
- Хойт Маккой — «безумец» по мнению миссис Бисон, исследователь

## Интересные факты
- В начале книги Джин Дюпро поместила высказывание Дж. Б. С. Холдейна:

Вселенная не просто более странная, чем мы её себе представляем. Мы даже представить себе не можем, какая она странная.

- Конец книги как бы прокладывает смысловую нить к первой книге (Никки, будучи шестидесятилетней старушкой, соглашается участвовать в эксперименте и жить в городе под землёй; в первой книге Лина и Дун находят её дневник).